# Eastern Promises
Eastern Promises er en britisk-canadisk-amerikansk gangsterfilm fra 2007 instrueret af David Cronenberg efter manuskript af Steven Knight. Den fortæller historien om det russiske gangstermiljø i London og en kvindelig læges indblanding i miljøet. Filmen har Viggo Mortensen, Naomi Watts, Vincent Cassel og Armin Mueller-Stahl i hovedrollerne.
Eastern Promises var nomineret til tre Golden Globe Awards; for bedste film, bedste soundtrack og for bedste mandlige hovedrolle (Viggo Mortensen). Mortensen var også nomineret til en Oscar for bedste mandlige hovedrolle. Eastern Promises var David Cronenbergs og Viggo Mortensens anden film sammen siden A History of Violence.

## Medvirkende
| Skuespiller           | Rolle          |
| --------------------- | -------------- |
| Viggo Mortensen       | Nikolai Luzhin |
| Naomi Watts           | Anna Khitrova  |
| Vincent Cassel        | Kirill         |
| Armin Mueller-Stahl   | Semyon         |
| Jerzy Skolimowski     | Stepan         |
| Sarah-Jeanne Labrosse | Tatiana        |
| Mina E. Mina          | Azim           |
| Josef Altin           | Ekrem          |
| Sinéad Cusack         | Helen          |
| Donald Sumpter        | Yuri           |

## Modtagelse

### Priser og nomineringer
- Oscars
  - Oscar for bedste mandlige hovedrolle (Viggo Mortensen), nomineret

- Golden Globe Awards
  - Bedste film – drama (Paul Webster, Robert Lantos og Tracy Seaward), nomineret
  - Bedste mandlige hovedrolle (Viggo Mortensen), nomineret
  - Bedste originale soundtrack (Howard Shore), nomineret

- BAFTA Awards
  - Bedste mandlige hovedrolle (Viggo Mortensen), nomineret
  - Bedste britiske film (Paul Webster, Robert Lantos, David Cronenberg, Steven Knight), nomineret

- Saturn Award
  - Bedste Internationale Film (Eastern Promises), vandt
  - Bedste mandlige hovedrolle (Viggo Mortensen), nomineret
  - Bedste kvindelige hovedrolle (Naomi Watts), nomineret

- Bodilprisen
  - Bodilprisen for bedste ikke-amerikanske film (David Cronenberg), nomineret

- Genie Awards (uddelt 2008)
  - Bedste film (Robert Lantos, Paul Webster), nomineret
  - Bedste mandlige hovedrolle (Viggo Mortensen), nomineret
  - Bedste mandlige birolle (Armin Mueller-Stahl), vandt
  - Bedste instruktør (David Cronenberg), nomineret
  - Bedste art direction (Carol Spier), nomineret
  - Bedste fotografering (Peter Suschitzky), vandt
  - Bedste kostumedesign (Denise Cronenberg), nomineret
  - Bedste klipning (Ronald Sanders), vandt
  - Bedste originale manuskript (Steven Knight), vandt
  - Bedste overordnede lyd (Stuart Wilson, Christian Cooke, Orest Sushko og Mark Zsifkovits), vandt
  - Bedste originale soundtrack (Howard Shore), vandt
  - Bedste lydredigering (Wayne Griffin, Robert Bertola, Tony Currie, Andy Malcolm og Michael O'Farrell), vandt